# Феман
Фема́н (Те́ман) (греч. Θαιμαν та́йман; ивр. תימן‎ тейма́н — «южный», от ימין‎ йами́н — «правый») — сын Элифаза, внук Исава, старейшина в Эдоме.

## Эпоним страны
Считается родоначальником жителей одноимённой страны или идумейского клана. Также был Феман-город в юго-восточных пределах Идумеи. Точное положение Фемана не определено. Из земли феманитян был царь в земле Эдома (Быт. 36:34).
Феманитяне прославились мудростью своих жителей (Иер. 49:7, Авд. 8:9). Елифаз, друг Иова, отличающийся своими речами, был феманитянином (Иов. 2:11, 4:1, 22:1).
В современном иврите словом «теман» («тейман») называют государство Йемен, «теймани́м» — йеменские евреи (ивр. יהודי תימן‎ — «иудеи [из] Теймана»).